# Georg Franz Kolschitzky

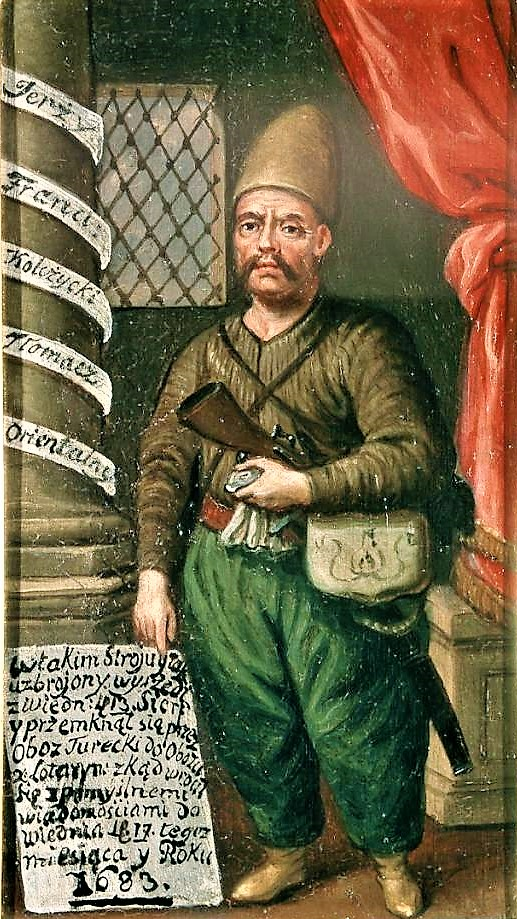
Georg Franz Kolschitzky

Georg Franz Kolschitzky (polnisch Jerzy Franciszek Kulczycki, ukrainisch Юрій-Франц Кульчицький, wiss. Transliteration Jurj-Franc Kul'čic'kij; * 1640 im Dorf Kultschytzi-Schlachetzki im Bezirk Sambir, Polen-Litauen; † 19. Februar 1694 in Wien, Habsburgermonarchie) war ein Geschäftsmann und Dolmetscher sowie Spion beim polnischen König Johann III. Sobieski.

## Leben

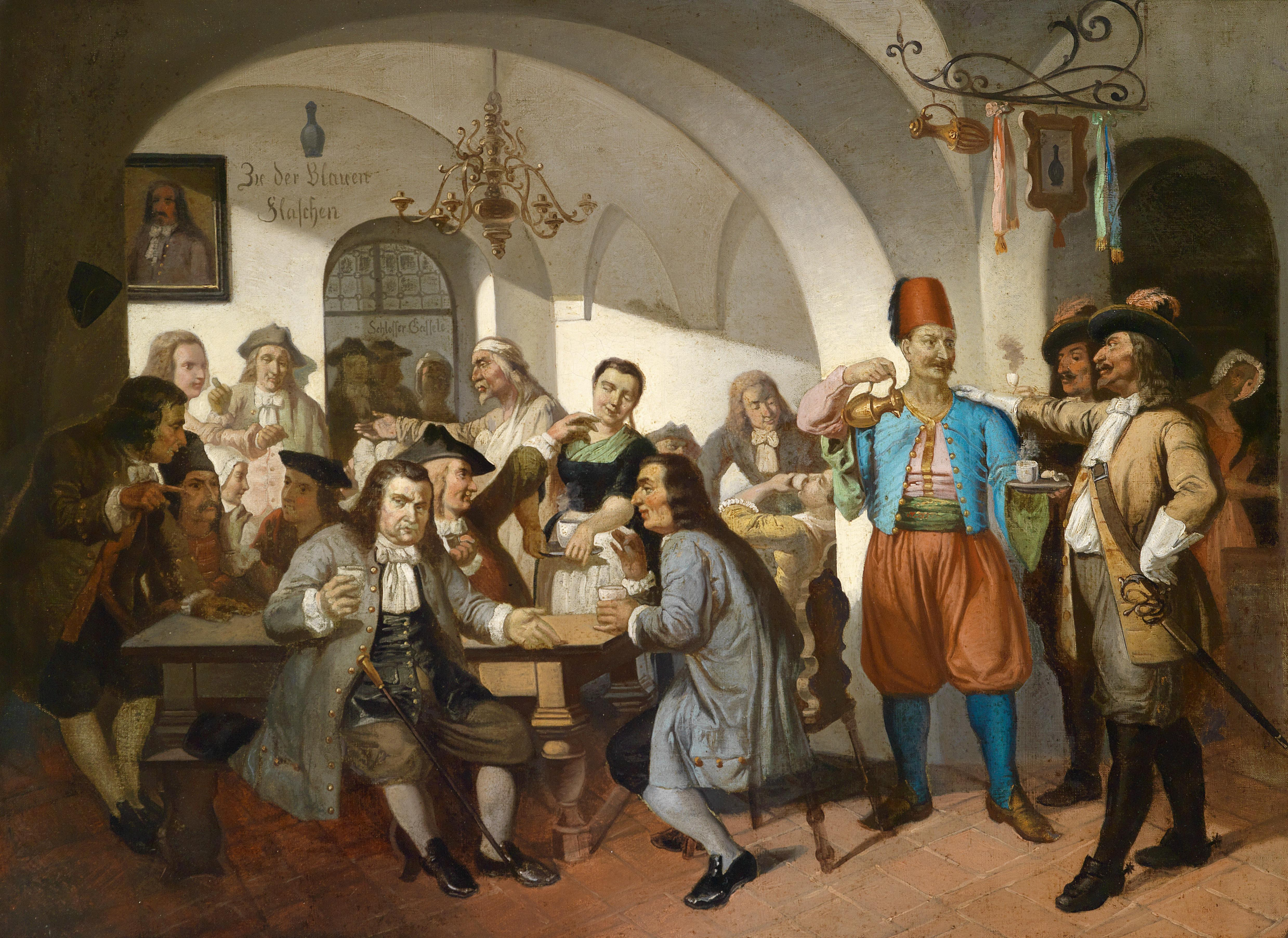
Zu der blauen Flaschen (Schlosser Gassele), Altwiener Kaffeehausszene

Kolschitzky kam im Alter von 16 Jahren nach Wien. Er sprach Rumänisch und Türkisch und war 1662 bis 1663 in den Diensten des nach Konstantinopel beorderten kaiserlichen Gesandten Johann Philipp Beris. 1665 bis 1666 war er „Unterdolmetsch“ beim Botschafter an der Hohen Pforte, Walter Leslie. 1667 trat er in die erste Wiener Orientalische Handelskompagnie ein und bereiste dabei den gesamten Balkan und den europäischen Teil des Osmanischen Reichs. 1679 unternahm er seine letzte Reise nach Konstantinopel und ließ sich im Sommer 1681 dauerhaft in Wien nieder.
Während der Belagerung Wiens durch das türkische Heer unter Befehl des Großwesirs Kara Mustafa zwischen 15. Juli und 13. September 1683 gehörte Kolschitzky einer polnischen Einheit unter dem Befehl des polnischen Königs Jan III. Sobieski an.
Als die Truppen von Großwesir Kara Mustafa im Jahr 1683 die Wienerstadt belagerten, schlug seine große Stunde als Kundschafter: Kolschitzky wagte sich mit seinem serbischen Diener Đorđe Mihajlović, als Türke verkleidet, durch die Linien der Belagerer und kehrte mit der Meldung zurück, dass sich das Entsatzheer bald in Marsch setzen werde. Daraufhin wurde er in den Rang eines kaiserlichen Dolmetschers erhoben, erhielt eine ständige Besoldung und bekam ein Hofquartier zugeteilt.
Dass Kolschitzky das erste Wiener Kaffeehaus im damaligen Schlossergassel (heute: Stock-im-Eisen-Platz 4) eröffnete, ist umstritten. Diese Information wird von Pater Gottfried Uhlich, einem Piaristen erstmals in dessen Chronik Geschichte der zweyten türkischen Belagerung Wiens, bey der hundertjährigen Gedächtnißfeyer aus dem Jahr 1783 schriftlich überliefert. Nach neueren Erkenntnissen wurde das erste Wiener Kaffeehaus durch Johannes Theodat am 17. Jänner 1685 eröffnet. Erst ein Jahr danach erhielten drei ehemalige Kundschafter der Türkenbelagerung, darunter Kolschitzky, ebenfalls das Privileg des Kaffeeausschanks. Als sogenannte „Hofbefreite“ waren sie zwanzig Jahre von der Gewerbesteuer befreit. Ob Kolschitzky sein Privileg überhaupt jemals selbst in Anspruch nahm (oder es veräußerte bzw. verpachtete) ist aus den Quellen nicht ableitbar.

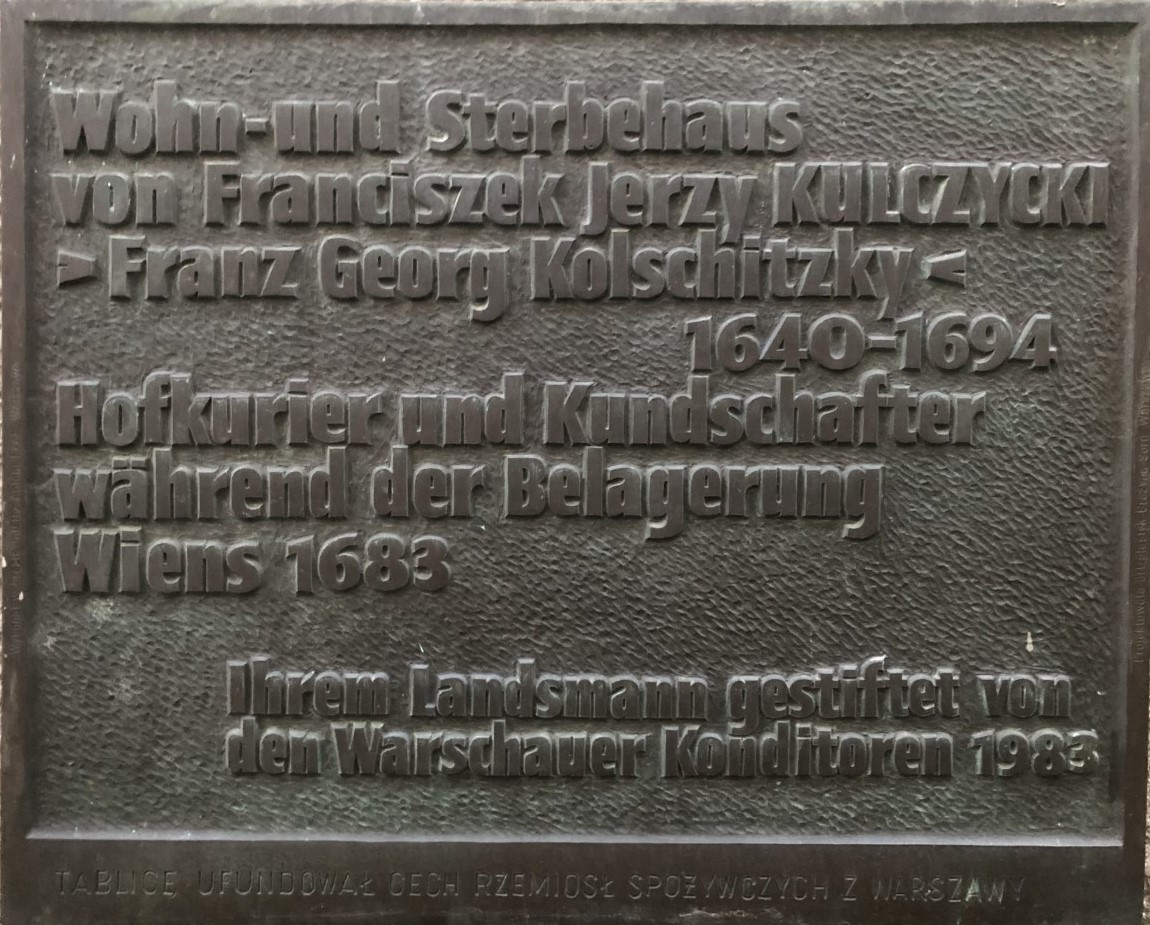
Gedenktafel am Haus Domgasse 8, Wien I. Kolschitzky bewohnte den hinteren Teil des Gebäudes.

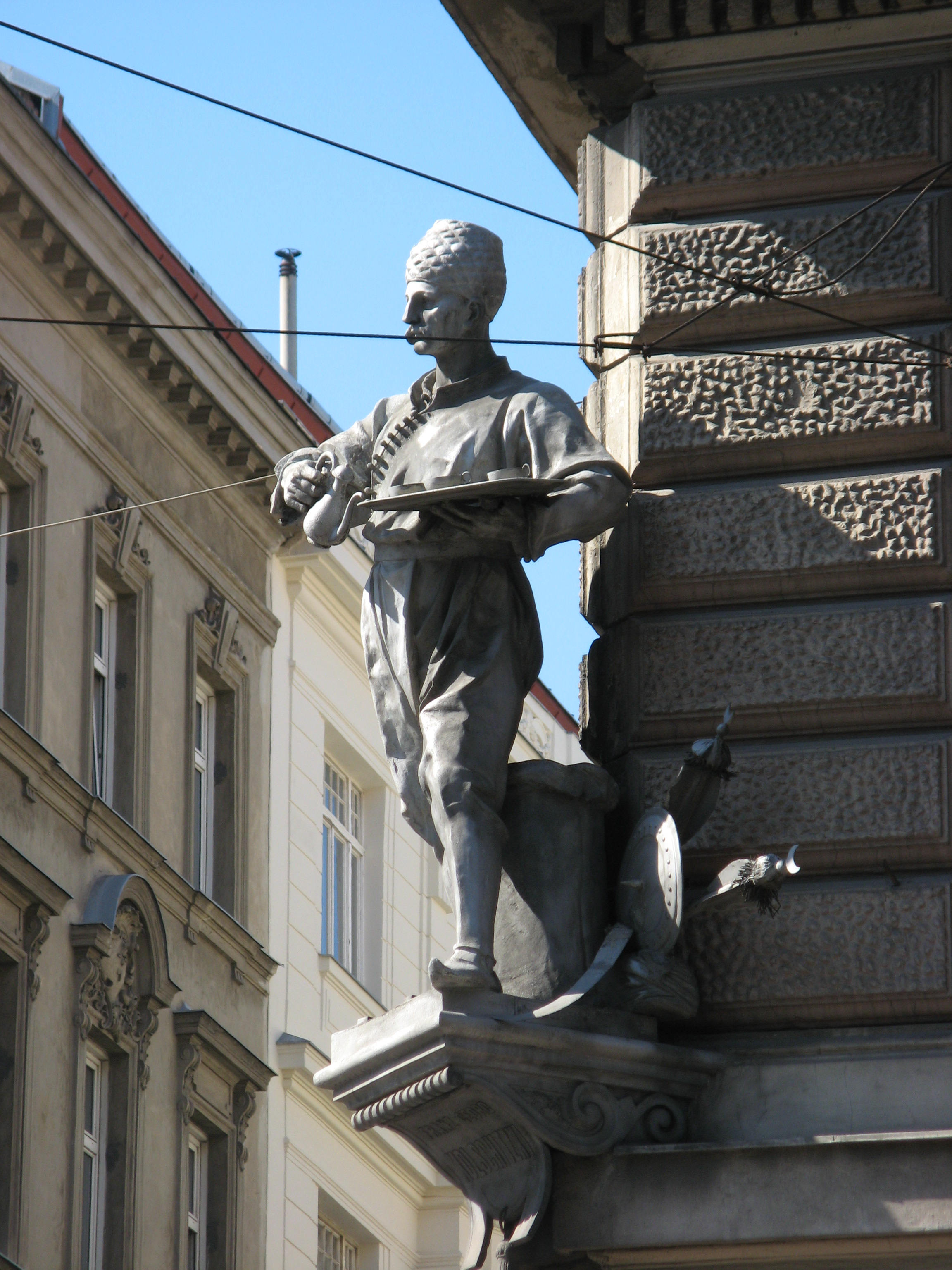
Kolschitzky-Denkmal am Haus Favoritenstraße 64 in Wien

## Ehrungen
1862 wurde die Liniengasse in Wien-Wieden in Kolschitzkygasse umbenannt. Am Eckhaus Kolschitzkygasse/Favoritenstraße befindet sich das Kolschitzky-Denkmal, das am 12. September 1885, dem Jahrestag der Schlacht am Kahlenberg, enthüllt wurde. Im Jahr 1983 wurde von Warschauer Konditormeistern anlässlich der 300-Jahr-Feier der Befreiung Wiens von der Türkenbelagerung an Kolschitzkys Wohnhaus in der Domgasse 8 eine Gedenktafel angebracht, die seine Rolle als Hofkurier und Kundschafter würdigt.